# Heribert W. Gärtner
Heribert W. Gärtner (* 17. März 1955; † 24. Januar 2017) war ein deutscher Psychologe und Katholischer Theologe. Er arbeitete als Professor für Management und Organisationspsychologie an der Katholischen Hochschule Nordrhein-Westfalen und war Honorarprofessor für Pflegesystemforschung an der Pflegewissenschaftlichen Fakultät der Philosophisch-Theologischen Hochschule Vallendar.

## Biografie
Heribert W. Gärtner studierte an der Universität Freiburg Katholische Theologie, Philosophie und Psychologie.  Nach seiner Tätigkeit als wissenschaftlicher Assistent von 1982 bis 1987 an der Universität Freiburg wurde er Sozialwissenschaftlicher Leiter der Caritasakademie für Pflegeberufe in Freiburg. 1993 übernahm er in Köln die Aufgabe des Bundesgeschäftsführers der Gesellschaft für wissenschaftliche Gesprächspsychotherapie (GwG); 1994 erfolgte die Promotion an der Universität Freiburg mit einer Dissertation zum Thema: Zwischen Management und Nächstenliebe: Zur Identität des kirchlichen Krankenhauses. Er war Supervisor (BdP).
Seit dem Wintersemester 1994/95 lehrte Gärtner als Professor für Management und Organisationspsychologie an der Katholischen Hochschule Nordrhein-Westfalen. Von 1995 bis 1997 und erneut von 2001 bis 2003 war er Dekan und bis 2005 Prodekan des Fachbereichs Gesundheitswesen. Von 2006 bis 2011 war er Vorsitzender des Prüfungsausschusses des Fachbereichs;  bis 2016 stellvertretender Vorsitzender.
Heribert W. Gärtner vertritt die neuere Systemtheorie Luhmannscher Prägung, die für ihn wichtige Grundlage der theoretischen Diskussion um Management und Organisationsforschung eine der wichtigen Grundlagen darstellt. Die zweite Quelle seines Antriebs und der Inspiration ist das Evangelium. Er hat sich besonders mit Leben und Wirken beiden Heiligen Kosmas und Damian beschäftigt. Die Brüder waren als christliche Heiler zwischen dem 3. und 4. Jahrhundert n. Chr. im Raum des heutigen Syrien unterwegs. Sie behandelten und heilten Kranke und Aussätzige unentgeltlich.
Heribert Gärtner hat sich für die Strukturentwicklung der Pflegewissenschaft engagiert und war Initiator und Mitglied der Kommission für die Gründung des Deutschen Instituts für angewandte Pflegeforschung e.V. in Köln; von 2003 bis 2009 dessen Vorstandsvorsitzender. Er war Ideengeber für die Ansiedlung der Pflegewissenschaft an der Philosophisch-Theologischen Hochschule Vallendar und von 2000 bis 2004, gemeinsam mit Manfred Probst, Vorsitzender der Planungskommission zur Gründung der Pflegewissenschaftlichen Fakultät. Seit Sommersemester 2008 lehrte er neben seiner Kölner Tätigkeit als Honorarprofessor für Pflegesystemforschung im Promotionsprogramm der Pflegewissenschaftlichen Fakultät der Philosophisch-Theologischen Hochschule Vallendar.
2006 gründete Heribert Gärtner in Köln mit anderen die Kommunität der Heiligen Anargyroi Kosmas und Damian, die inzwischen aus drei Regionalgemeinschaften besteht (Köln, Essen, Rhein-Erft Kreis) und ehrenamtlich in unterschiedlichen diakonisch-therapeutischen Arbeitsfeldern tätig ist. Er war seit ihrer Gründung Leiter dieser Kommunität.

## Veröffentlichungen (Auswahl)
- Pflegesystemforschung. In: Hermann Brandenburg, Manfred Hülsken-Giesler, Erika Sirsch (Hrsg.): Vom Zauber des Anfangs und von den Chancen der Zukunft. Festschrift zum 10-jährigen Bestehen der Pflegewissenschaftlichen Fakultät an der Philosophisch-Theologischen Hochschule Vallendar. Bern 2016, S. 175–180
- „Organisationen küssen nicht...“ Zur Architektur des Geistes eines Hauses. In: Leidfaden. Fachmagazin für Krisen, Leid, Trauer, Heft 1, 2016
- „Nur damit Du es weißt: Ich werde nicht leiden und mein Ende selbst bestimmen...“ Die Geschichte eines angekündigten, aber nicht vollzogenen Suizids einer Frau mit Hirnmetastasen. In: Heribert Niederschlag, Ingo Proft (Hrsg.): Recht auf Sterbehilfe? Politische, rechtliche und ethische Positionen. Ostfildern 2015, S. 69–81.
- Kleine Hinweise zum Profil christlicher Einrichtungen. Von Markus lernen. In: Anzeiger für die Seelsorge Heft 1, 2015, S. 20–23.
- Ethik und Organisation. Anmerkungen zu einem spannungsreichen Verhältnis. In: W. Heinemann, G. Maio (Hrsg.): Ethik in Strukturen bringen. Denkanstöße zur Ethikberatung im Gesundheitswesen. Freiburg i. Br. 2010, S. 40–58.
- Management jenseits der Rationalität. Zur Phänomenologie und Logik des Gerüchts als Kommunikationsform in Organisationen. In: Ulrich Deller (Hrsg.): Kooperationsmanagement (Schriften der KatHO NRW, Band 9). Opladen u. Farmington 2009, S. 110–135.
- Was passiert, wenn das Evangelium in die Organisation kommt? Anmerkungen zur doppelten Paradoxiebildung und zum Paradoxiemanagement in kirchlichen Einrichtungen. In: George Augustin u. a. (Hrsg.): Christliches Ethos und Lebenskultur. Paderborn 2009, S. 503–529.
- Qualitätskriterien für Führungspersönlichkeiten. In: Theologisch-praktische Quartalschrift 157, 2009, S. 27–37.
- Mitarbeiterführung als geplante Irritation. Kleines systemisches Essay zur Führung in Sozialunternehmen. In: Lothar Krapohl u. a. (Hrsg.): Supervision in Bewegung. Ansichten und Einsichten. Opladen  u. Farmington Hills 2008, S. 243–256.
- Schwerfälliger Tanker oder flotte Fregatte? Zur  Veränderungsfähigkeit von sozialen Organisationen. In: Norbert Schuster (Hrsg.): Management und Theologie. Führen und Leiten als spirituelle und theologische Kompetenz. Freiburg 2008, S. 77–88.
- Zur Ambivalenz des Qualitätsmanagements. Steuerungsinstrument oder Betriebsaccessoire? In: Krankendienst 80, 2007, S. 10–14.
- Wie kommt das Evangelium in die Organisation? In: Hanswalter Bohlander, Martin Büscher (Hrsg.): Werte im  Unternehmensalltag erkennen und gestalten (Deutsches Netzwerk Wirtschaftsethik 13). München und Mering 2004, S. 71–84.
- Kirche als Organisation – (Leib Christi) aus organisationstheoretischer Sicht. In: Wege zum Menschen 54, 2002, S. 373–388.
- Braucht die Pflege noch Sozialkompetenz? In: Thomas Eisenreich u. a. (Hrsg.): Handbuch Pflegemanagement. Neuwied u. Kriftel 2002, S. 121–130.
- Unternehmenskonzepte – ein unverzichtbarer Bestandteil jeder CI? Oder kommt es nur auf die Motivation der Mitarbeiter an? In: Wolfgang Helbig (Hrsg.): Positionen und Erfahrungen. Unternehmensphilosophie in der Diakonie. Hannover 1997, S. 137–138.
- Das Krankenhaus als System. In: Eduard Zwierlein (Hrsg.): Klinikmanagement. München-Wien-Baltimore 1997, S. 119–138.
- Auf dem Weg zur christlichen Identität. Corporate Identity als Beitrag zur Identitätsfindung der Henriettenstiftung. In: Wolfgang Helbig (Hrsg.): Positionen und Erfahrungen. Unternehmensphilosophie in der Diakonie. Hannover 1997, S. 127–136.
- Die kirchliche Wirklichkeit ist organisational. Plädoyer für eine praktisch-theologische Organisationskunde. In: Norbert Schuster, Ulrich Moser (Hrsg.): Kirche als Beruf. Mainz 1996, S. 11–30.
- Zwischen Management und Nächstenliebe. Zur Identität des kirchlichen Krankenhauses. Mainz 1994 (2. Auflage 1995), ISBN 3-7867-1781-8.
- Leiten als Beruf. In: Heribert W. Gärtner (Hrsg.): Leiten als Beruf. Mainz 1992, S. 13–36, ISBN 3-7867-1641-2.
- Streiflichter zur Gattung "Pränatales" oder wie das dip als Idee entstand und ins Leben gerufen wurde... In: Deutsches Institut für angewandte Pflegeforschung e.V.: Zehn Jahre dip. Instituts- und Geschäftsbericht. Köln 2010, S. 16–19.